# Bosquerola castanya
La bosquerola castanya (Setophaga castanea) és un ocell de la família dels parúlids (Parulidae).

## Hàbitat i distribució
D'hàbits migratoris, cria als boscos boreals de coníferes de Nord-amèrica, des del sud-oest del Mackenzie, nord-est de la Colúmbia Britànica i nord i centre d'Alberta, cap a l'est, a través del centre i sud de Canadà fins Terranova i Nova Escòcia i, més cap al sud, al nord-est de Minnesota, nord de Wisconsin, nord de Michigan, nord-est de Nova York i centre de Nova Anglaterra. Passa l'hivern al nord-oest de Sud-amèrica.